# الجمعية الوطنية في ساو تومي وبرينسيب
الجمعية الوطنية (ساو تومي وبرينسيب) (بالبرتغالية: Assembleia Nacional) هي الهيئة التشريعية الوحيدة في جمهورية ساو تومي وبرينسيب. تأسست الجمعية عام 1975 عقب استقلال البلاد عن البرتغال، وتمثل السلطة التشريعية في النظام السياسي للبلاد.
تتكون الجمعية من 55 عضوًا يُنتخبون لمدة أربع سنوات عبر نظام التمثيل النسبي، وتتولى مهام سنّ القوانين، والمصادقة على الميزانية العامة، واعتماد الاتفاقيات الدولية، بالإضافة إلى مراقبة عمل الحكومة.
تشهد البلاد نظامًا سياسيًا يقوم على التعددية الحزبية، حيث تتناوب القوى السياسية المختلفة على تشكيل الأغلبية البرلمانية منذ إقرار النظام الديمقراطي التعددي في أوائل التسعينيات.
تقع الجمعية الوطنية في العاصمة ساو تومي، وتُعقد جلساتها في مبنى مخصص يمثل مقرّ السلطة التشريعية في الدولة.